# Кокая, Григорий Нестерович
Григорий Нестерович Кокая — советский хозяйственный, государственный и политический деятель. Отличник физической культуры и спорта (1951).

## Биография
Родился в 1904 году в Сухумском округе в грузинской крестьянской семье (ныне — Гудаутский район). Член КПСС с 1931 года.
С 1920 года — на хозяйственной, общественной и политической работе. В 1920—1946 гг. — крестьянин, колхозник, на партийной и советской работе в Гудаутском районе Абхазской ССР, первый секретарь Гудаутского райкома КП(б) Грузии, первый секретарь Потийского городского комитета КП(б) Грузии.
Избирался депутатом Верховного Совета СССР 2-го и 3-го созывов. Кандидат в члены ЦК КП Грузии с 1940 года, член ЦК КП Грузии в 1949—1952 годах.